# Витулано
Витулано (итал. Vitulano) — коммуна в Италии, располагается в регионе Кампания, подчиняется административному центру Беневенто.
Население составляет 3028 человек, плотность населения составляет 87 чел./км². Занимает площадь 35 км². Почтовый индекс — 82038. Телефонный код — 0824.
Покровителем коммуны почитается святой Мина (San Menna) , отшельник; празднование в Духов день.

## Галерея

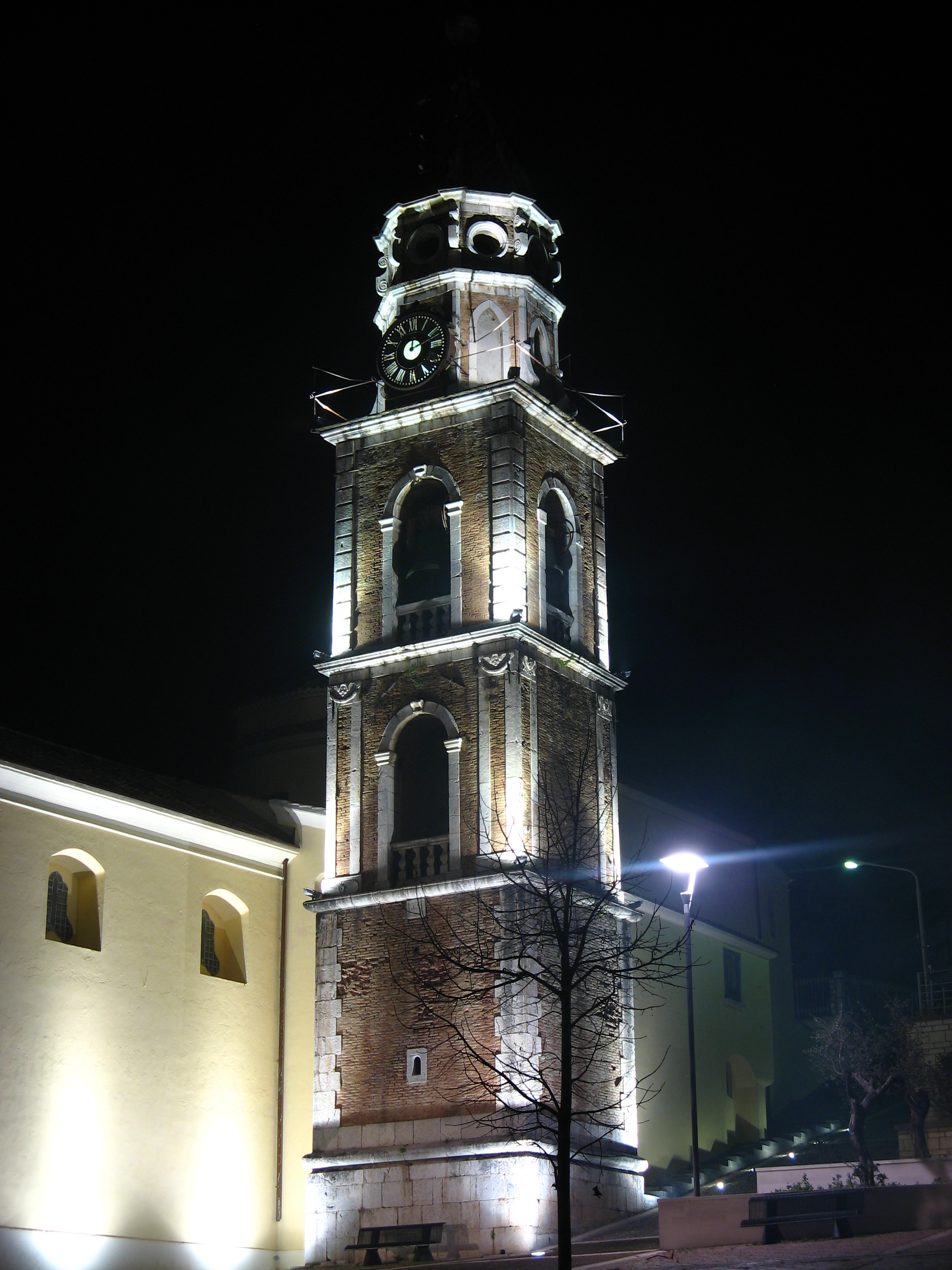
Колокольня Свято-Троицкого храма
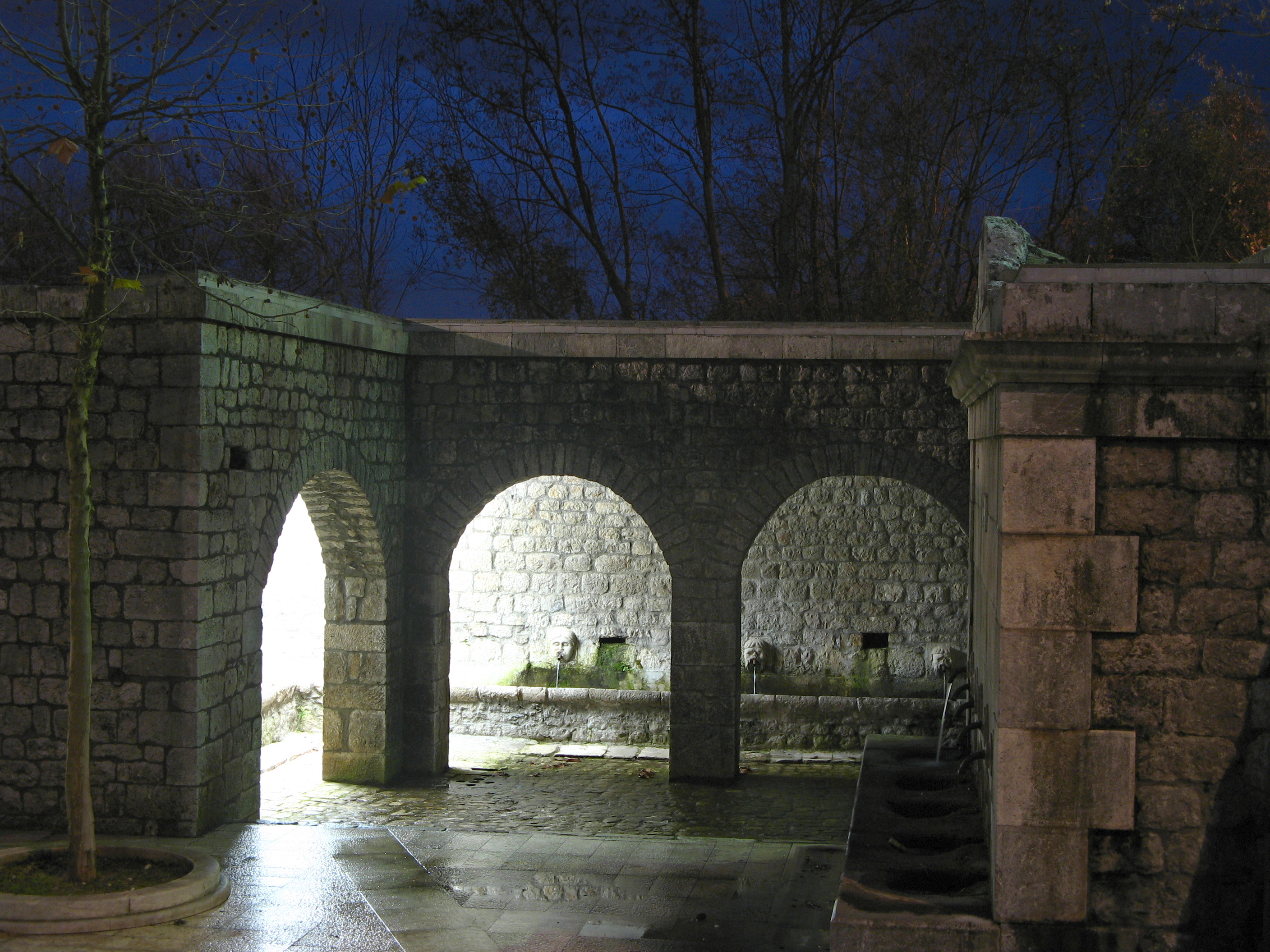
Fontana Reale
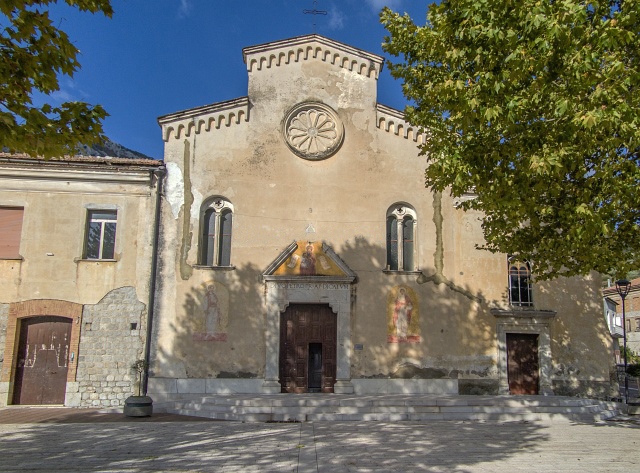
Храм святого Петра
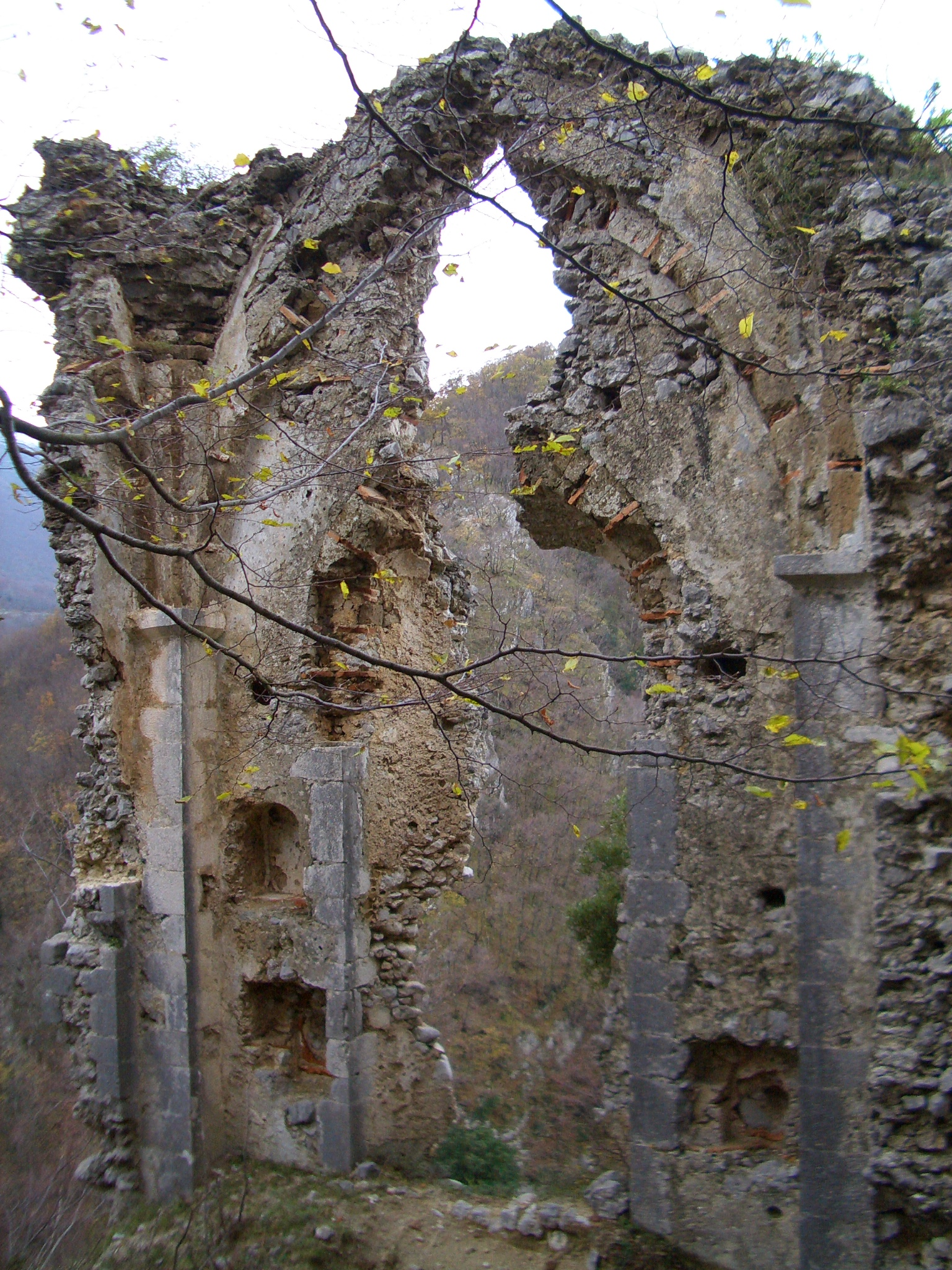
Развалины монастыря Пресвятой Богородицы, Gruptis
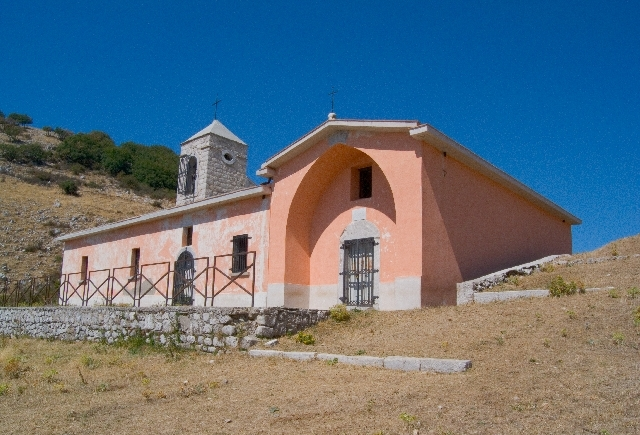
Обитель святого Мины
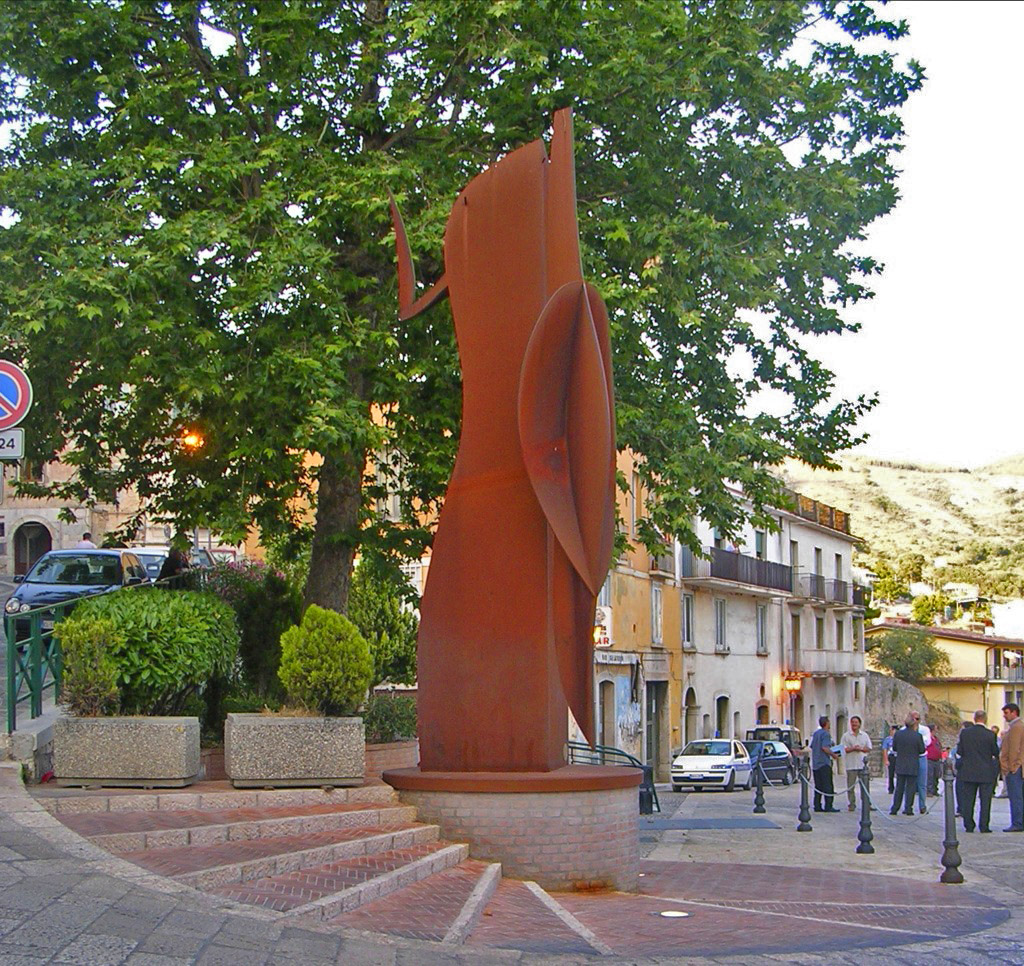
Il Solitario, scultura di Angelo Casciello in Piazza San Menna
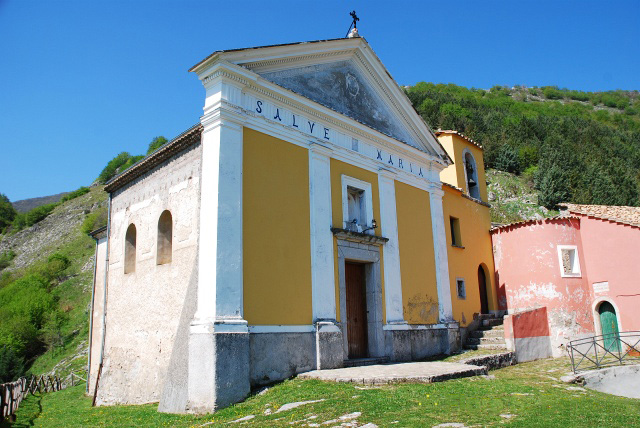
Санктуарий Пресвятой Богородицы (Madonna delle Grazie)